# بوب جوشوا
بوب جوشوا (بالإنجليزية: Robert Joshua)‏ هو سياسي أسترالي، ولد في 6 يونيو 1906 في أستراليا، وتوفي في 2 يونيو 1970 في بالارات في أستراليا بسبب سرطان. حزبياً، نشط في حزب العمال الأسترالي وAustralian Labor Party (Anti-Communist) ‏. وقد انتخب عضو مجلس النواب الأسترالي عن دائرة Division of Ballarat ‏ (28 أبريل 1951 – 10 ديسمبر 1955).